# Комендант Пушкін
«Коменда́нт Пу́шкін» (рос. Комендант Пушкин) — радянський телевізійний фільм 1986 року за мотивами оповідання Бориса Лавреньова.

## Сюжет
1919 рік. Війська Юденича, що наступають на революційний Петроград, взяли Павловськ. В одну мить Олександр Семенович Пушкін перетворився з коменданта укріпленого району, більшовика, стійкого командира матроського батальйону, що заслужив довіру, в коменданта Дитячого Села…

## У ролях
- Юрій Кузнєцов —  Олександр Семенович Пушкін
- Ернст Романов —  Густав Максиміліанович Воробйов
- Віктор Гоголєв —  професор Матвій Матвійович/Державін
- Світлана Смирнова —  Анна Воробйова
- Ігор Скляр —  Володя/Пушкін
- Юрій Лазарєв —  білий капітан/Дантес
- Петро Семак —  секундант
- Артур Пєчніков —  голова ради
- Віктор Бичков —  червоноармієць

## Знімальна група
- Автор сценарію:  Олександр Шаримов
- Режисер-постановник:  Олег Єришев
- Оператор-постановник:  Ігор Попов
- Художник-постановник: Микола Субботін
- Композитор: Юрій Сімакін